# Diego García Medina
Diego Ignacio García Medina (Chañaral, Región de Atacama, Chile, 19 de diciembre de 1996) es un futbolista chileno. Se desempeña como defensa central y actualmente milita en Everton de la Primera División de Chile.

## Trayectoria
Surgido de las inferiores de Athletico Maxi de Chañaral Huachipato, Deportes Antofagasta y posteriormente de Universidad de Chile, hizo su debut oficial como profesional con el conjunto azul el día 24 de mayo de 2014, en un encuentro válido por la Copa Chile ante Magallanes, en el cual el elenco universitario fue derrotado 1-3, sustituyendo a Rodrigo Ureña en el minuto 47 del encuentro.
Luego de no tener continuidad en Universidad de Chile fue enviado a préstamo a Barnechea en el año 2016.
Posteriormente se fue a préstamo a Rangers y Deportes Copiapó. En el "León de Atacama" tuvo un buen pasar durante las dos temporadas que jugó, aunque protagonizó un feo episodio en un partido contra Barnechea, el 16 de agosto de 2019, en el que fue expulsado y estuvo enfrascado en fuertes insultos contra los hinchas rivales.
En 2020 firmó contrato por un año con Curicó Unido.
En el segundo semestre de 2020 vuelve a Deportes Copiapó cedido por Curicó Unido.

## Clubes
| Club                        | País  | Año       |
| --------------------------- | ----- | --------- |
| Universidad de Chile        | Chile | 2014-2018 |
| → Barnechea (cedido)        | Chile | 2016-2017 |
| → Rangers (cedido)          | Chile | 2017      |
| → Deportes Copiapó (cedido) | Chile | 2018      |
| Deportes Copiapó            | Chile | 2019      |
| Curicó Unido                | Chile | 2020      |
| Deportes Copiapó            | Chile | 2020-2024 |
| Everton                     | Chile | 2025-Act. |